# 季米特里·巴甫洛维奇·罗曼诺夫斯基-伊林斯基
季米特里·巴甫洛维奇·罗曼诺夫斯基-伊林斯基（Dimitri Pavlovich Romanovsky-Ilyinsky，1954年5月1日—），俄罗斯王子，荷尔斯泰因-戈托普公爵。